# Никита, побивающий беса, с Деисусом и избранными святыми
«Никита, побивающий беса, с Деисусом и избранными святыми» ― древнерусская икона последней трети XV века с изображением образа великомученика Никиты Бесогона, художественный памятник новгородской иконописной школы. Находится в частной коллекции.

## Первое представление иконы
Впервые после 1917 года икона была открыто представлена весной 1974 года в рамках экспозиции «Древнерусская живопись. Новые открытия (из частных собраний)» в Музее имени Андрея Рублёва. Икона находилась в собрании Н. и С. Воробьёвых.
Икона была представлена на выставке «Шедевры русской иконописи XIV—XVI веков из частных собраний», проходившей в 2009 году в Музее изобразительных искусств имени Пушкина.
В другой раз её показывали в Музее имени Андрея Рублёва в январе 2010 года на выставке «Слово и образ. Русские житийные иконы XIV ― начала XX века».

## Иконография

### Сюжет
Житие Никиты Бесогона известно по апокрифу XII—XIII веков. Согласно апокрифу, Никита был сыном римского императора-язычника Максимиана. Однажды он попытался обратить отца в христианскую веру, но был брошен за это в темницу. Там ему явился бес в ангельском обличье и стал соблазнять его отречься от христианства. Но Никита его распознал, «простреже блаженный руку свою, ять дьявола и поверже под собою и наступи на шею его и задави». Придавив дьявола, Никита снял кандалы и стал избивать его, дьявол в страхе признался, что он «нарецаемый Вельзевул». Средник иконы и рассказывает об этой борьбе.
Никита привёл беса к отцу и показал царю, кто им управляет. Он показал также несколько чудес. Однако царь был неумолим и приказал мучить и казнить своего сына. Но весь город восстал против Максимиана. Никита в тот день крестил 18 400 человек.

### Вид
Размер иконы ― 82 × 59 × 3 см. Цельная дубовая, обстоятельно[уточнить] затёсанная доска. В отличие от икон того времени, соединительных планок, крепящих доски и предохранявших дерево от коробления, нет. Сверху деревянной основы ― белый левкас плотного[уточнить] слоя. На грунте иконы два желобка: один разделяет непосредственно изображение и поля иконы, другой обозначает границы средника и центральной фигуры.
Живописная часть иконы состоит из нескольких прямоугольных плоскостей. В верхнем горизонтальном ряду пять фигур Деисусного чина ― Спас, Богородица, Иоанн Креститель, архангелы Михаил и Гавриил. Сверху вниз и слева направо: Николай Чудотворец, Власий Севастийский, отшельники Онуфрий Великий и Пётр Афонский, Георгий Победоносец, Илья Пророк, Зосима Соловецкий, трое неизвестных мучеников и четыре мученицы.
Все прямоугольные плоскости разделены тонкими линиями, вычерченными киноварью. Надписи, указывающие фигуры, сохранились частично. Почти стёрт нижний регистр с фигурами мучеников, и реставратор оставил в иконе XV века позднейшую вставку XVII века. Найденная икона была покрыта олифой, покрытиями и записями XVII—XVIII веков.

### Художественные особенности
Икону отличает своё решение традиционной схемы, оригинальная живописная манера. Её автор ― последователь новгородской школы иконописи, что сказывается и в чётких линиях рисунка, и в достаточно насыщенной палитре, и в принципе построения ликов святых, и в ясной, без иносказательности, системе мировоззрения. Среди новгородских икон трудно подыскать прямую аналогию такому изображению Никиты Бесогона. Известна трёхрядная икона Никиты Бесогона XVI века в Русском музее, но она написана совершенно в другой манере.